# 清洲會議
清洲會議（日语：／ Kiyosu kaigi）或稱清須會議，日本安土桃山時代的天正十年6月27日（西元1582年7月16日）的著名政治會議，召開於尾張國清洲城（今愛知縣清須市）。召開目的是討論本能寺之變織田信長、織田信忠父子死後，織田家當主人選及領土分配。也因會議的紛爭，造成了「賤岳之戰」。

## 參加者
參加會議者有羽柴秀吉（後改稱豐臣秀吉）、丹羽長秀、池田恆興和柴田勝家，大老瀧川一益當時在關東與北条氏交戰而未能參加，一說是因為瀧川一益於神流川會戰敗於北条氏政，被秀吉禁言，因此而未能與會。其宿老的地位由與秀吉友好的池田恆興所取代。

## 討論結果

### 織田家當主地位
根據學者小和田哲男及柴裕之等人的研究，在清洲會議前織田家已經確定擁立織田信忠嫡子織田秀信（幼名三法師，信長嫡孫）為當主繼承人，此舉依照宗法論，由織田秀信繼承當主之位，而由織田信孝擔任後見人（監國）。

### 織田家領地分配

#### 織田家諸子
次子信雄取得尾張國，三子信孝取得美濃國，信長的四子同時也是羽柴秀吉的養子羽柴秀勝則取得明智光秀的舊領地丹波国。新任織田家當主織田秀信則在堀秀政輔佐下擁有近江國的安土城，領近江中郡20萬石。

#### 重要家臣取得代管與增加的領地
- 羽柴秀吉代管山城國跟部份河內國
- 柴田勝家維持越前國，並取得原本屬於秀吉的長濱城與北近江的三個郡
- 堀秀政得到原屬於丹羽長秀的佐和山城坂田郡二萬五千石
- 丹羽長秀則分得若狹國與南近江的志賀郡跟高島郡
- 池田恆興則分得攝津國尼崎、兵庫、大阪一帶十二萬石的領地
- 蜂屋賴隆新增三萬石
- 筒井順慶則分得大和國及增加在宇智郡的領地
- 瀧川一益在北伊勢新增五萬石
- 細川藤孝得到明智光秀原本在丹後的部份領地
- 蒲生賢秀跟蒲生氏鄉父子獲得依附明智軍的布施氏領地約三千石至五千石。
- 高山右近新增四千石

## 後續發展
清洲會議期間，為信長報仇成功的秀吉取得最大的發言權，而過去的筆頭重臣柴田勝家的影響力則大不如前。羽柴秀吉地位的提升與柴田勝家地位的下降趨勢十分清楚，這令秀吉與勝家之間的競爭與衝突更為嚴重，而有隔年賤岳之戰的爆發。

## 衍生作品
- 《清須會議（日语：清須会議 (小説)）》 - 幻冬舍 （2012年6月27日）、ISBN 978-4-344-02197-6（日語）（三谷幸喜依據小說改編成電影，2013年11月9日推出于日本首映）

## 外部連結
- 清須会議とは （页面存档备份，存于） 清州城公式ホームページ（清須市）（日語）
- 清須城　信長の後継会議空中分解 （页面存档备份，存于）　朝日新聞（日語）